# Aneliopis adelpha
Aneliopis adelpha är en fjärilsart som beskrevs av Bethune-Baker 1908. Aneliopis adelpha ingår i släktet Aneliopis och familjen nattflyn. Inga underarter finns listade i Catalogue of Life.